# The Empire Strikes First
The Empire Strikes First ist das 13. Studioalbum der US-amerikanischen Punkrock-Band Bad Religion. Es erschien im Juni 2004 bei Epitaph Records.

## Geschichte
Brett Gurewitz und Greg Graffin produzierten das Album von Ende 2003 bis Anfang 2004 in der Sound City in Los Angeles. Unter dem Eindruck des Zweiten Irakkrieges war die Platte stark sozialkritisch geprägt – der Titel kritisiert die entsprechende Bush-Doktrin, die auch Präventivkriege umfasste. Er greift dazu satirisch den englischen Originaltitel der Episode V von Krieg der Sterne, The Empire Strikes Back, auf. Aber auch andere Themen wie Religion, Medien (Los Angeles Is Burning) werden angesprochen. Das Album enthält mehrere Anspielungen auf George Orwells 1984, am deutlichsten im Song Boot Stamping on a Human Face Forever; der Titeltrack und das Booklet verweisen auf den in Orwells Roman eingeführten Zwei-Minuten-Hass („two minutes hate“).

## Titelliste
1. Overture (Gurewitz) – 1:09
2. Sinister Rouge (Graffin) – 1:53
3. Social Suicide (Graffin) – 1:35
4. Atheist Peace (Graffin) – 1:57
5. All There Is (Gurewitz) – 2:57
6. Los Angeles Is Burning (Gurewitz) – 3:23
7. Let Them Eat War (Gurewitz, Francis, Wackerman, Baker, Bentley) – 2:57
8. God’s Love (Graffin) – 2:32
9. To Another Abyss (Graffin) – 4:07
10. The Quickening (Gurewitz, Wollard, Wackerman) – 2:19
11. The Empire Strikes First (Gurewitz, Baker) – 3:23
12. Beyond Electric Dreams (Gurewitz, Wollard, Wackerman) – 4:02
13. Boot Stamping on a Human Face Forever (Gurewitz) – 3:49
14. Live Again (The Fall of Man) (Graffin) – 3:35

## Chartplatzierungen
Das Album erreichte in Deutschland Platz 28 und in den USA Platz 40.
| ChartsChartplatzierungen       | Höchstplatzierung | Wochen |
| ------------------------------ | ----------------- | ------ |
| Deutschland (GfK)              | 28 (3 Wo.)        | 3      |
| Schweiz (IFPI)                 | 82 (2 Wo.)        | 2      |
| Vereinigte Staaten (Billboard) | 40 (5 Wo.)        | 5      |